# Confidences sur l'oreiller
 (mai 2012).
Si vous disposez d'ouvrages ou d'articles de référence ou si vous connaissez des sites web de qualité traitant du thème abordé ici, merci de compléter l'article en donnant les références utiles à sa vérifiabilité et en les liant à la section « Notes et références ».
Pour plus de détails, voir Fiche technique et Distribution.
Confidences sur l'oreiller (titre original : Pillow Talk) est un film américain réalisé par Michael Gordon, sorti en 1959.
En 2009, le film est entré dans le National Film Registry pour conservation à la Bibliothèque du Congrès  aux États-Unis.

## Synopsis
Brad Allen, compositeur, et Jan Morrow, décoratrice, partagent la même ligne téléphonique sans s'être jamais rencontrés. Jan est exaspérée par Brad qui monopolise la ligne pour charmer ses conquêtes. Un jour, Brad la reconnait et se fait passer pour un autre, tandis qu'elle ignore sa véritable identité.

## Fiche technique
- Titre : Confidences sur l'oreiller
- Titre original : Pillow Talk
- Réalisation : Michael Gordon
- Scénario : Stanley Shapiro et Maurice Richlin d'après une histoire de Russell Rouse et Clarence Greene
- Production : Ross Hunter, Martin Melcher et Edward Muhl producteur exécutif
- Société de production : Arwin Productions et Universal Pictures
- Société de distribution : Universal Pictures
- Musique : Frank De Vol
- Photographie : Arthur E. Arling
- Montage : Milton Carruth
- Direction artistique : Richard H. Riedel
- Décorateur de plateau : Russell A. Gausman et Ruby R. Levitt
- Costumes : Bill Thomas (non crédité) et Jean Louis (robes de Doris Day)
- Société de production : Arwin Productions
- Société de production : Universal Pictures
- Pays d'origine : États-Unis
- Langue : anglais, Français
- Tournage : du 10 février 1959 à avril 1959
- Format : Couleur Eastmancolor - Son : Mono (Westrex Recording System)
- Genre : Comédie romantique
- Durée : 102 minutes
- Dates de sortie : 
  - États-Unis : 6 octobre 1959 (New York)
  - États-Unis :7 octobre 1959 (sortie nationale)
  - France : 23 décembre 1959
- Affiche : Constantin Belinsky (France)

## Distribution
- Rock Hudson (VF : André Falcon) : Brad Allen
- Doris Day (VF : Claire Guibert) : Jan Morrow
- Tony Randall (VF : Georges Riquier) : Jonathan Forbes
- Thelma Ritter (VF : Lita Recio) : Alma
- Nick Adams (VF : Michel François) : Tony Walters
- Julia Meade (VF : Thérèse Rigaut) : Marie
- Allen Jenkins (VF : Marcel Berteau) : Harry
- Marcel Dalio (VF : Serge Nadaud) : Pierot
- Hayden Rorke (VF : Georges Hubert) : Mr Conrad
- Lee Patrick (VF : Germaine Michel) : Mme Walters

## Récompenses et distinctions
- Oscar du meilleur scénario original 1960 : Clarence Greene, Maurice Richlin, Russell Rouse, Stanley Shapiro
- National Film Preservation Board en 2009.